# Lijst van burgemeesters van Ferwerderadeel
Dit is een lijst van burgemeesters van de voormalige Nederlandse gemeente Ferwerderadeel (Ferwerderadiel) in de provincie Friesland.
| Ambtsperiode                | Naam burgemeester                                                 | Partij of stroming | Bijzonderheden                                     |
| --------------------------- | ----------------------------------------------------------------- | ------------------ | -------------------------------------------------- |
| 1851 - 1852                 | Jan Albarda                                                       |                    | Voorafgaand sinds 1841 grietman van Ferwerderadeel |
| 1853 - 1869                 | Rienk Jans van der Leij                                           |                    |                                                    |
| 1869 - 1879                 | Jonkheer Imilius Josinus Willem Hendrik van Andringa de Kempenaar |                    |                                                    |
| 1879 - 1914                 | Johannes Jacobus Cannegieter, Hendrikszoon                        |                    | was burgemeester van Wedde                         |
| 1915 - 1917                 | Ferdinand François baron de Smeth                                 |                    |                                                    |
| 1918 - 1932                 | Lodewijk Wezeman                                                  |                    |                                                    |
| 1933 - 1944                 | Gerardus Willem Hendrik Esselink                                  |                    | was burgemeester van Adorp                         |
| 1944 - 1945                 | Johannes Werkhoven                                                |                    |                                                    |
| 1945 - 1959                 | Gerardus Willem Hendrik Esselink                                  |                    |                                                    |
| 1 sept. 1959 - 17 okt. 1959 | Jan Matthieu Henri baron van Heemstra                             | ARP                | Verongelukt op 17 oktober 1959                     |
| 1960 - 1976                 | W. van Mourik                                                     | ARP                |                                                    |
| 1976 - 1988                 | Drs. T.J. Bouwers                                                 | ARP / CDA          |                                                    |
| 1988 - 2001                 | Drs. J. Geersing                                                  | GPV                |                                                    |
| 2001 - 2018                 | Mr. Wil (W.) van den Berg                                         | CDA                | De gemeente fuseert per 1 januari 2019.            |